# Budistični spomeniki v kompleksu Horju-dži
Budistični spomeniki v kompleksu Horjū-dži na Unescovem seznamu svetovne dediščine so različne stavbe v Horju-dži in Hoki-dži v Ikarugi v prefekturi Nara na Japonskem. Te stavbe so bile označene leta 1993 skupaj z okoliško pokrajino po več merilih. Vpisane strukture so nekatere najstarejših obstoječih lesenih stavb na svetu, ki izvirajo iz 7. do 8. stoletja. Številni spomeniki so tudi nacionalni zakladi Japonske in odražajo pomembno obdobje budističnega vpliva na Japonskem. Strukture vključujejo 21 stavb v vzhodnem templju Horju-dži, 9 v zahodnem templju, 17 samostanov in drugih stavb ter pagodo v Hoki-džiju.

## Horju-džikondo
Kondo, znan tudi kot »Zlata dvorana«, je znotraj vrat kompleksa templja Horju-dži. Struktura stoji blizu centra poleg pagode Horju-dži. Obe strukturi sta pomembni, a iz zelo različnih razlogov. Kondo je bil zgrajen z namenom, da se uporablja za budistično bogoslužje. Na zunaj se gledalcu zdi kot dvonadstropna stavba. Deluje pa le prvo nadstropje (Mizuno, 92). Streha konda prikazuje slog šotorov in zatrepov, ki ga pogosto vidimo v vzhodnoazijski arhitekturi (Cartwright, Ancient History Encyclopedia). Zunanjost lesene konstrukcije je bila prav tako okrašena s podobami zmajev in vodnega božanstva. Ob vstopu v stavbo se gledalec sooči s čudovitim prizorom: triado Šaka in skulpturami Jakuši.

### Triada Šaka
Triada Šaka je znotraj stavbe Horju.dži kondo. Skulptura je bila postavljena na dvignjeno ploščad, tako da bo moral gledalec, ko vstopi v stavbo, pogledati navzgor, da bi opazoval predmet. Šaka sedi med svojima spremljevalcema v položaju posrednika. Krilo, ki ga nosi Šaka, pada čez njegove noge in ploščad, na kateri sedi, v slogu, znanem kot draperija v obliki slapa. Njegove roke so nameščene v dveh različnih mudrah. Desna roka je v mudri pomiritve, leva roka pa v mudri izpolnjevanja želja. Za Šako je zapleteno okrašena mandorla z lotosovim cvetom neposredno v sredini. Tik nad glavo Šake je dvignjen krog, ki naj bi stal kot predstavitev budističnega dragulja modrosti. Na zunanjih delih mandorle je sedem majhnih figur Bude. Te figure naj bi predstavljale sedem Bud, ki so prišli pred Šako. Dva spremljevalca sta bila postavljena na lotosove cvetove. Vsaka figura drži dragulj v roki.

## Horjudži pagoda
Poleg konda stoji pagoda. Kondo deluje kot prostor za budistično čaščenje, vendar ima pagoda povsem drugačen namen. Petnadstropna stavba stoji kot neke vrste relikviarij ali spominsko mesto. Struktura je bila zgrajena tudi tako, da predstavlja diagram vesolja. Če se ustavite in pogledate stavbo, boste opazili, da se strehe v vsakem nadstropju manjšajo in manjšajo, bolj ko se približujejo vrhu. Središče pagode je vgrajeno v kamniti temelj, ki dejansko hrani budistične zaklade in relikvije. Te relikvije so dali v posode iz stekla, zlata in srebra. 

## Svetišče Tamamuši
Svetišče Tamamuši je v hiši zakladov v Horju džiju. Svetišče je sestavljeno iz majhnega konda, ki je postavljen na vrh pravokotnega podstavka. Podobno kot Horju-dži kondo ima miniaturni kondo na svetišču dvokapno in zatrepno streho ter kaže številne arhitekturne značilnosti obdobja Asuka. Svetišče je bogato okrašeno s številnimi obsežnimi detajli. V notranjosti svetišča je majhen kip Kannona, budističnega Bodhisatve. Notranje stene so bile prav tako obložene s številnimi majhnimi figurami Bude. Na sprednji strani pravokotnega podstavka so podobe štirih kraljev varuhov, na stranskih ploščah pa podobe Bodhisatve, ki stojijo na lotosovih cvetovih. Zadnja plošča prikazuje goro Rjoju, lokacijo, kjer je Šaka pridigal Lotosovo sutro. Na zgornjem podstavku svetišča so spredaj slike, ki prikazujejo upodobitve budističnih relikvij. Na zadnji strani podstavka je slika lokacije, za katero je znano, da je središče vesolja. Ta lokacija drži nebesa, oceane in zemljo ločene drug od drugega. Ta kraj je znan kot gora Sumeru. Desna plošča prikazuje sliko Bude v prejšnjem življenju, leva plošča pa prikazuje prizor Lačne tigrice Jataka. 

### Lačna tigrica Jataka
Lačna tigrica Jataka je zgodba na temo samožrtvovanja. V tej zgodbi Bodhisatva hodi skozi gozd, ko naleti na tigrico in njene sestradane mladiče. Da bi rešil življenja sestradanih živali, se Bodhisatva povzpne na vrh bližnje gore in skoči z nje. Vonj krvi, ki prihaja iz telesa Bodhisatve, je dovolj, da prebudi šibko tigrico in njene sestradane mladiče, da lahko jedo.

## Seznam objektov
| Ime                         | Tip     | Lega                                    | Slika |
| --------------------------- | ------- | --------------------------------------- | ----- |
| Horju-dži (法隆寺) kompleks | Tempelj | Ikaruga, okrožje Ikoma, prefektura Nara |       |
| Hoki-dži (法起寺) kompleks  | Tempelj | Ikaruga, okrožje Ikoma, prefektura Nara |       |

## Galerija
- Budistični spomeniki
- detajl rezbarije